# VARA's Nachtshow
VARA's Nachtshow is een televisieprogramma van de VARA dat tussen 28 november 1986 en 15 april 1988 op vrijdagavond, als de VARA zendtijd had rond middernacht, werd uitgezonden.
In die tijd kregen de omroepen voor het eerst op vrijdag en zaterdagavond rond middernacht na het laatste journaal zendtijd. Werd deze zendtijd bij andere omroepen meestal opgevuld met het uitzenden van een speelfilm, bij de VARA speelde men met het idee een echte nachtshow uit te zenden, rechtstreeks vanuit de Stadsschouwburg in Amsterdam. In totaal werden er tien afleveringen uitgezonden, doorgaans één keer per maand, waarvan zes in het seizoen 1986-1987 en vier begin 1988.
Het programma speelde zich af in een erotisch etablissement, een nachtclub, waarvan Adelheid Roosen de eigenaresse mevrouw Van Kleef speelde, Bavo Galama ober Kriep, Titus Tiel Groenestege ober Gerrie en Jack Spijkerman ober Lauda, die in een rolstoel zat. Verder werkten onder meer mee Brigitte Kaandorp als buurvrouw en Karin Bloemen, Dolf Brouwers, Joke Bruijs en Lex de Regt als bezoekers. Net als destijds in De Fred Haché Show en de shows met Barend Servet traden er geregeld schaars geklede en ook naakte dames op die een stripteaseshow gaven. Het huisorkest werd gevormd door De Gigantjes. Daarnaast traden er ook andere artiesten op.
Verder waren er vooraf opgenomen satirische sketches, ook op locatie. Er was er een persiflage op Opsporing Verzocht, waarbij Jack Spijkerman Will Simon imiteerde en Bavo Galama een politiecommissaris. Ook werd Verona gepersifleerd, waarbij er water kwam uit de hoorn van de telefoon die Jack Spijkerman opnam.
Ook het huisballet "Penthouse Dance Fantasy" onder leiding van Jeanet Alles verleende zijn medewerking aan het programma.
In het najaar van 1988 kwam er nog een vervolg met De Nacht, met striptease, muziek en show afgewisseld met sketches. Nu draaiden de sketches rond nachtclubeigenaar Gaston Debeyer gespeeld door Michiel Kerbosch, bedrijfsleidster en serveerster Door van de Broek (gespeeld door Karin Bloemen) en haar preutse vriendin Xantippe de Wit (gespeeld door Adelheid Roosen).